# Zakaz domniemania kompetencji
Zakaz domniemania kompetencji – jedna z zasad prawa administracyjnego. Stanowi ona, że przepis wyznaczający kompetencję organu państwa może podlegać wyłącznie literalnej, ścisłej wykładni. O zasadzie tej mowa jest w orzecznictwie Trybunału Konstytucyjnego, m.in. w uchwale Trybunału Konstytucyjnego z dnia 10 maja 1994 r., sygn. akt W 7/94 (Dz.U. z 1994 r. nr 62, poz. 264):

Zdaniem Trybunału Konstytucyjnego z konstytucyjnej zasady legalności jak również z zasady demokratycznego państwa prawa wynika jednoznaczny wniosek, że w przypadku, gdy normy prawne nie przewidują wyraźnie kompetencji organu państwowego, kompetencji tej nie wolno domniemywać i w oparciu o inną rodzajowo kompetencję przypisywać ustawodawcy zamiaru, którego nie wyraził.

Zakaz domniemania kompetencji związany jest z zasadą praworządności wyrażoną obecnie w art. 7 Konstytucji RP.